# 拉苏维亚
拉苏维亚，是西班牙安达卢西亚自治区格拉纳达省的一个市镇。总面积20平方公里，2001年普查人口總數為14156人，人口密度為每平方公里708人。